# Fallbrook
Fallbrook is een plaats (census-designated place) in de Amerikaanse staat Californië, en valt bestuurlijk gezien onder San Diego County.

## Demografie
Bij de volkstelling in 2000 werd het aantal inwoners vastgesteld op 29.100.

## Geografie
Volgens het United States Census Bureau beslaat de plaats een oppervlakte van
45,4 km², waarvan 45,3 km² land en 0,1 km² water. Fallbrook ligt op ongeveer 208 m boven zeeniveau.

## Plaatsen in de nabije omgeving
De onderstaande figuur toont nabijgelegen plaatsen in een straal van 24 km rond Fallbrook.